# Voo Continental Airlines 3407
O voo Continental Airlines 3407 foi um voo em código compartilhado operado pela companhia aérea regional Colgan Air, que fazia o trajeto de Newark, em Nova Jérsei, para Buffalo, no estado de Nova Iorque, e caiu em uma área residencial de Clarence Center, no subúrbio de Buffalo. O acidente ocorreu por volta das 22h20 (horário local) de 12 de fevereiro de 2009, matando os 49 ocupantes e uma pessoa que estava em solo.

## Motivos do acidente
Um dispositivo, o stick shaker, estava acionado, a tripulação sofria de fadiga e estava distraída conversando sobre assuntos que não tinha a ver com o que estava ocorrendo no voo. O stick shaker é nada mais que um conjunto de sensores e motores elétricos, ligados à coluna de comando (Manche) e com o intuito de fazer muito barulho e gerar grandes vibrações, avisando aos pilotos da eminência do Estol, mesmo antes de outros sensores. O piloto interpretou o aviso errado e em vez de fazer um manobra para ganhar velocidade (empurrar o manche para frente com potência no máximo) ele puxou o manche, perdendo velocidade e fazendo o avião estolar. A co-piloto tentando ajudar o piloto recolheu os flaps perdendo sustentação em uma ocasião que se necessitava muito deles. No momento da queda, havia neve e chuva na região, condições meteorológicas normais para a época do ano.

## A queda
Foi informado que o avião transportava 45 passageiros e quatro tripulantes e caiu sobre uma casa. As autoridades locais confirmaram a morte de uma pessoa que estava dentro da casa atingida, totalizando 50 mortos. Duas pessoas que aparentemente moravam na casa atingida foram hospitalizadas, mas não estão com a vida em risco.

## Fonte
- Queda de avião sobre casa mata 49 e fere 2 no estado de Nova York